# Next Unit of Computing
Next Unit of Computing (NUC) ist ein ursprünglich von Intel entwickelter Computer in einem Small-Form-Factor-Gehäuse, der auch als Barebone-Konfiguration erhältlich ist.

## Geschichte
Die erste (spätestens 2013 eingeführte) Generation basierte auf einer Sandy-Bridge-Celeron-CPU. Die zweite Generation basierte auf Ivy-Bridge-Core-i3- und Core-i5-Prozessoren. Die dritte Generation hat eine Haswell-CPU als Basis und die vierte den Broadwell-Prozessor. Das Mainboard misst 101,6 mm × 101,6 mm. Die Barebone Kits von Intel enthalten das Mainboard mit Prozessor, ein Gehäuse mit VESA-Montageplatte sowie ein Netzteil. Die NUC verwenden die integrierte Grafikeinheit ihres Prozessors. Bei den hier gelisteten NUC Kits muss der Nutzer noch Massen- und Arbeitsspeicher (SO-DIMM) einbauen. Bis zur 5. Generation ist zu beachten, dass DDR3L benötigt wird. Einige Versionen (H-Modelle) bieten einen Einbauplatz für ein 2,5″-Laufwerk, andere sind kleiner (K-Modelle) und lassen sich nur mit einem M.2-Format SSD-Speicher bestücken.
Die Markteinführung der Broadwell-Versionen erfolgte im Februar 2015. Der Anschluss des Solid-State-Drive ist jetzt ein M.2-Anschluss. Von den vier USB-3.0-Anschlüssen ist einer für das Aufladen von anderen Geräten geeignet. Dieser USB-Anschluss ist gelb statt blau; bei Maple Canyon fehlt diese Funktion.
Die Skylake-Version (Generation 6) der NUC kam im Dezember 2015 auf den Markt. Als Arbeitsspeicher werden nun DDR4-RAM-Module unterstützt, bis zu 32 GiB. Außerdem ist ein SD-Speicherkartenlesegerät seitlich am Gehäuse verbaut und Bluetooth entspricht dem Standard 4.1.
Besonders in den ersten sieben Generationen kam es häufig und selbst innerhalb der Generation zu einem Wechsel der Bildschirmanschlüsse (siehe unten). Seit der siebten Generation haben die Geräte mit Core-i-Prozessor und Intel-Grafik allerdings (mindestens) eine HDMI-Buchse in normaler Größe sowie USB-C als Bildschirmanschluss.

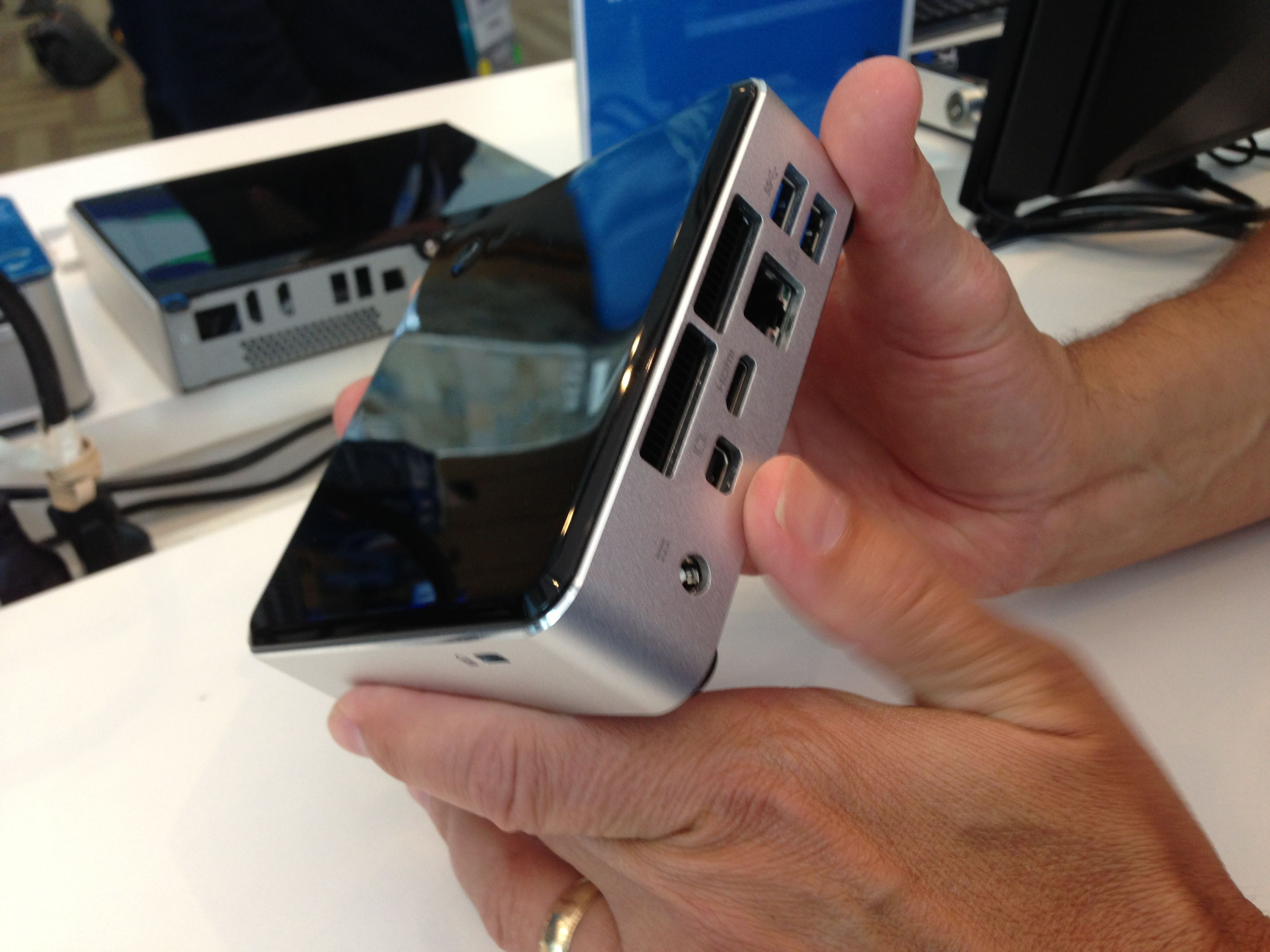
Haswell Intel NUC, Rückseite
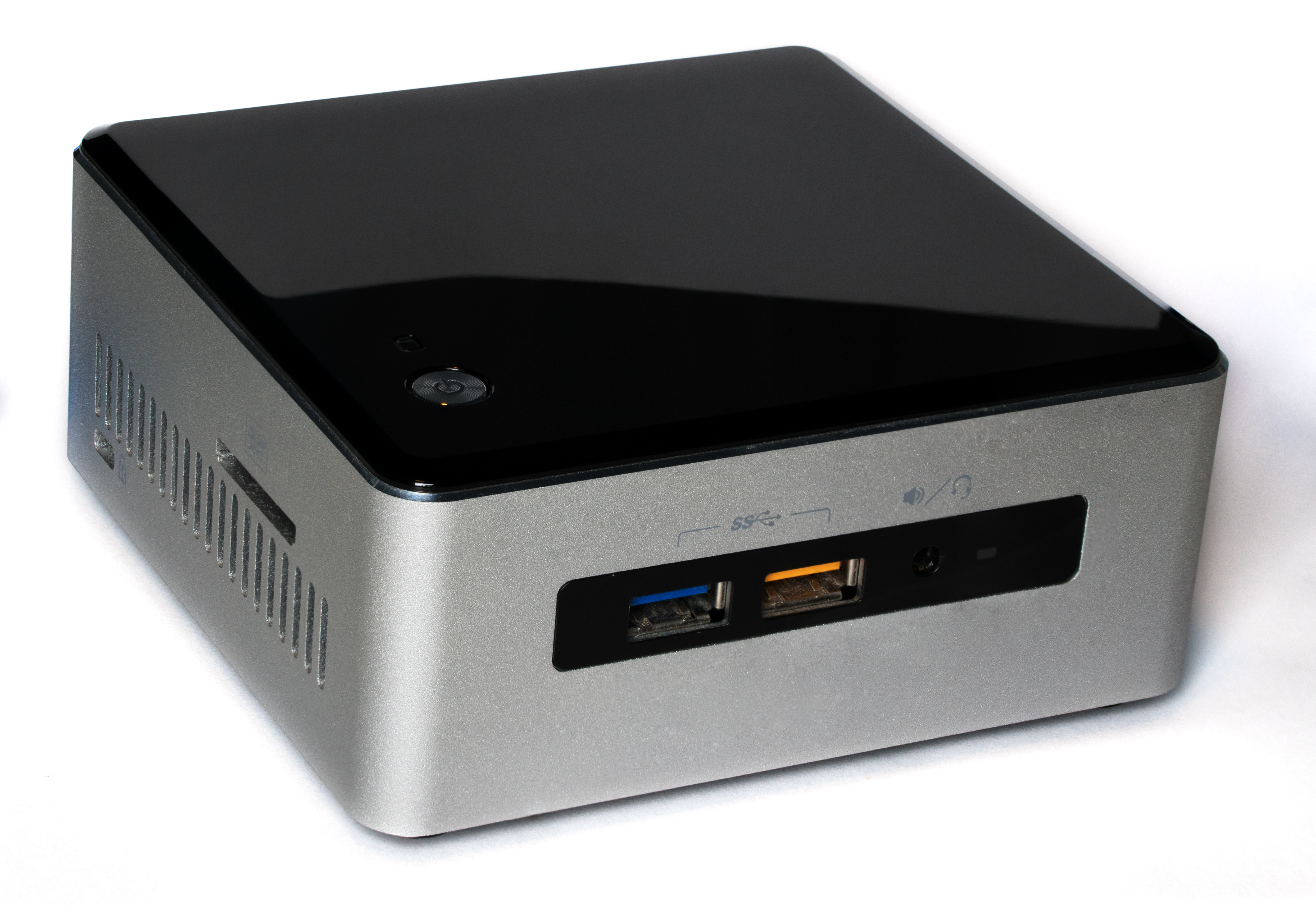
Intel NUC der sechsten Generation
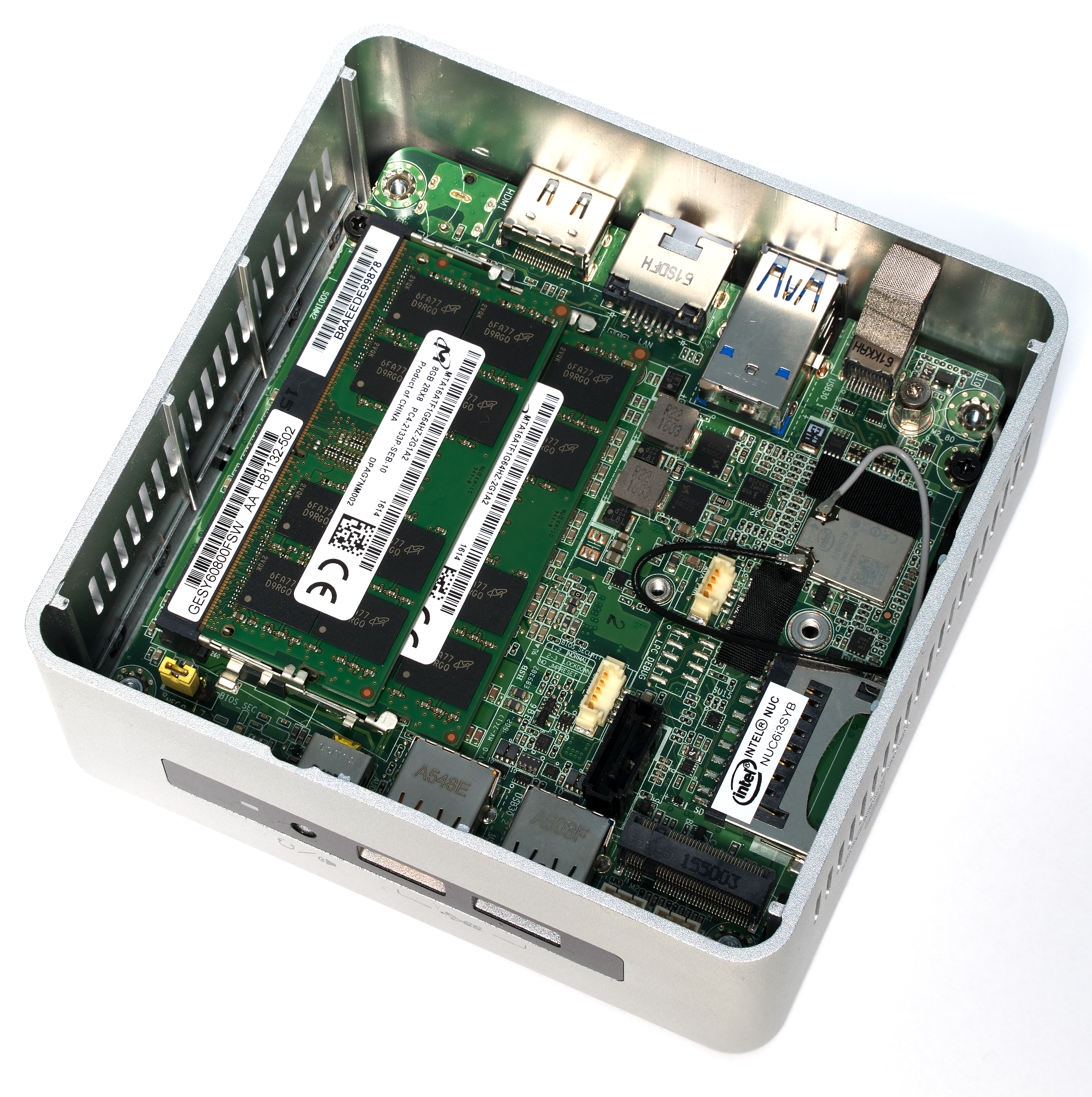
Innenansicht eines Intel NUC der sechsten Generation
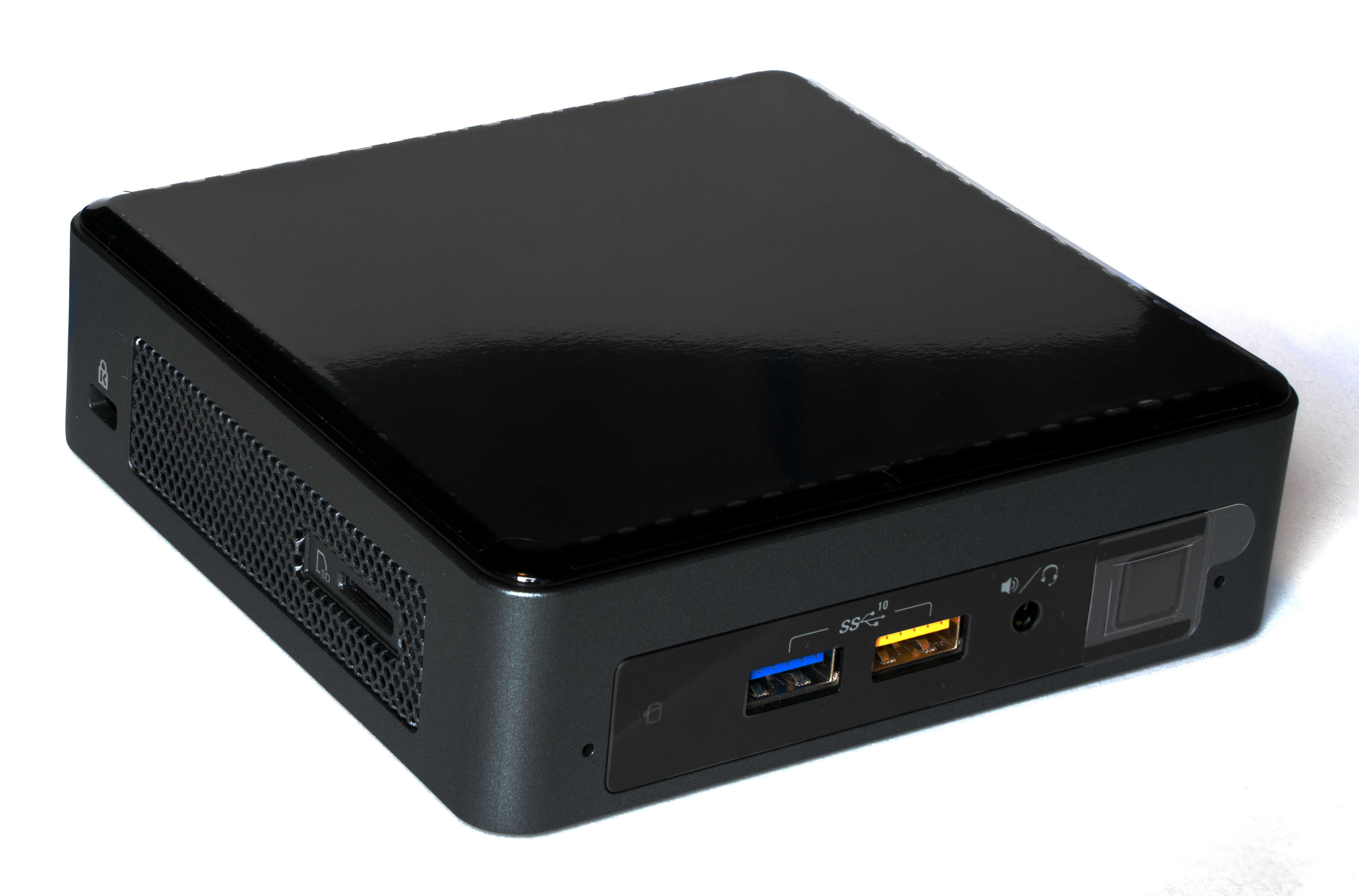
Intel NUC der achten Generation

Eine vergleichbare Produktserie mit AMD-Prozessoren gibt es erst seit April 2020 mit der Zotac Zbox CA621 nano (basiert auf dem Ryzen 3 3200U).
Im Juli 2023 gab Intel bekannt, keine NUC-Mainboards und passende Mini-PCs mehr zu entwickeln. Kurz darauf wurde bekannt, dass der taiwanische PC-Hersteller Asus Fertigung, Verkauf und Support für die aktuellen Geräte mit Core-i-Prozessoren der 10. bis 13. Generation übernimmt. Zudem darf Asus künftig eigene Mini-PCs und -Barebones unter der Bezeichnung NUC entwickeln und wird deshalb einen eigenen Geschäftsbereich „Asus NUC BU“ gründen.

## Abweichende Gehäuseformen
Core-i7-Modelle mit über 28 Watt TDP und/oder dedizierter Grafik haben abweichende Gehäuse. Zu unterscheiden sind:
- Ghost Canyon und Quartz Canyon – NUC9 Extreme: Nahezu alle Komponenten, die man normalerweise auf einer Hauptplatine erwarten würde, befinden sich stattdessen auf einer Compute Unit genannte Steckkarte von der Größe einer 2-Slot-Grafikkarte. Diese Slot-CPU hat einen PCIe-16x-Anschluss. Über ein vereinfachtes Motherboard[4], das an eine kleine Backplane erinnert, wird ein PCIe-16x-Slot für eine maximal 20 cm lange Grafikkarte sowie ein PCIe-4x-Slot[5] mit offenem Ende bereitgestellt. Letzterer ist nur zugänglich, wenn die Grafikkarte nur einen Slot benötigt. Das aufrecht stehende Gehäuse hat somit die Breite, die man für vier Standard-Steckkarten-Slots erwarten würde. Das Netzteil befindet sich darunter.
- In der sechsten, achten, zehnten und elften Generation erschienen Geräte, deren Gehäuse eine größere Grundfläche hat und auf der Oberseite den Intel-Gaming-Totenkopf trägt. Die Erweiterungsmöglichkeiten sind jedoch mit denen der anderen K-Modelle vergleichbar.

## Liste der Modelle
| Generation (CPU-Name)                                 | Bezeichnung | Bezeichnung | CPU                   | TDP                                           | GPU                                       | Max. RAM-Ausbau      | Anschlüsse                                                           | Anschlüsse | Anschlüsse   | Anschlüsse           | drahtloses Netzwerk                                  |
| Generation (CPU-Name)                                 | Kit         | Mainboard   | CPU                   | TDP                                           | GPU                                       | Max. RAM-Ausbau      | Display                                                              | USB | S-ATA intern | Netzwerk             | drahtloses Netzwerk                                  |
| ----------------------------------------------------- | ----------- | ----------- | --------------------- | --------------------------------------------- | ----------------------------------------- | -------------------- | -------------------------------------------------------------------- | --- | ------------ | -------------------- | ---------------------------------------------------- |
| 1 (Sandy Bridge)                                      | DCCP847DYE  | DCP847SKE   | Celeron 847           |                                               | HD Graphics 2000                          | 16 GiB DDR3 SO-DIMM  | HDMI 1.4a (×2)                                                       | USB 2.0 (×3) |              | Gigabit-Ethernet     |                                                      |
| 2 (Ivy Bridge)                                        | DC3217IYE   | D33217GKE   | i3-3217U              |                                               | HD Graphics 4000                          | 16 GiB DDR3 SO-DIMM  | HDMI 1.4a (×2)                                                       | USB 2.0 (×3) |              | Gigabit-Ethernet     |                                                      |
| 2 (Ivy Bridge)                                        | DC3217BY    | D33217CK    | i3-3217U              | HDMI 1.4a (×1); Thunderbolt via mDP 1.1a (×1) | HD Graphics 4000                          | 16 GiB DDR3 SO-DIMM  | USB 2.0 (×3)                                                         | USB 2.0 (×3) |              |                      |                                                      |
| 2 (Ivy Bridge)                                        | DC53427HYE  | D53427RKE   | i5-3427U              |                                               | HD Graphics 4000                          | 16 GiB DDR3 SO-DIMM  | HDMI 1.4a (×1); mDP 1.1a (×2)                                        | USB 2.0 (×2), USB 3.0 (×1) |              | Gigabit-Ethernet     |                                                      |
| 4 Wilson Canyon (Haswell)                             | D34010WYK   | D34010WYB   | i3-4010U              |                                               | HD Graphics 4400                          | 16 GiB DDR3L SO-DIMM | Mini HDMI 1.4a und mDP 1.2                                           | USB 3.0 (×4) |              | Gigabit-Ethernet     |                                                      |
| 4 Wilson Canyon (Haswell)                             | D34010WYKH  | D34010WYB   | i3-4010U              | ja (×1)                                       | HD Graphics 4400                          | 16 GiB DDR3L SO-DIMM | Mini HDMI 1.4a und mDP 1.2                                           | USB 3.0 (×4) |              | Gigabit-Ethernet     |                                                      |
| 4 Wilson Canyon (Haswell)                             | D54250WYK   | D54250WYB   | i5-4250U              |                                               | HD Graphics 5000                          | 16 GiB DDR3L SO-DIMM | Mini HDMI 1.4a und mDP 1.2                                           | USB 3.0 (×4) |              | Gigabit-Ethernet     |                                                      |
| 4 Wilson Canyon (Haswell)                             | D54250WYKH  | D54250WYB   | i5-4250U              | ja (×1)                                       | HD Graphics 5000                          | 16 GiB DDR3L SO-DIMM | Mini HDMI 1.4a und mDP 1.2                                           | USB 3.0 (×4) |              | Gigabit-Ethernet     |                                                      |
| 5 Rock Canyon (Broadwell)                             | NUC5i7RYH   | NUC5i7RYB   | i7-5557U              | 28 W                                          | Iris 6100                                 | 16 GiB DDR3L SO-DIMM | Mini HDMI; mDP                                                       | | ja           |                      | IEEE 802.11ac, Bluetooth 4.0, Intel Wireless Display |
| 5 Rock Canyon (Broadwell)                             | NUC5i5RYH   | NUC5i5RYB   | i5-5250U              | 15 W                                          | HD 6000                                   | 16 GiB DDR3L SO-DIMM | Mini HDMI; mDP                                                       | | ja           |                      | IEEE 802.11ac, Bluetooth 4.0, Intel Wireless Display |
| 5 Rock Canyon (Broadwell)                             | NUC5i5RYK   | NUC5i5RYB   | i5-5250U              | 15 W                                          | HD 6000                                   | 16 GiB DDR3L SO-DIMM | Mini HDMI; mDP                                                       | | nein         |                      | IEEE 802.11ac, Bluetooth 4.0, Intel Wireless Display |
| 5 Rock Canyon (Broadwell)                             | NUC5i3RYH   | NUC5i3RYB   | i3-5010U              | 15 W                                          | HD 5500                                   | 16 GiB DDR3L SO-DIMM | Mini HDMI; mDP                                                       | | ja           |                      | IEEE 802.11ac, Bluetooth 4.0, Intel Wireless Display |
| 5 Rock Canyon (Broadwell)                             | NUC5i3RYK   | NUC5i3RYB   | i3-5010U              | 15 W                                          | HD 5500                                   | 16 GiB DDR3L SO-DIMM | Mini HDMI; mDP                                                       | | nein         |                      | IEEE 802.11ac, Bluetooth 4.0, Intel Wireless Display |
| 5 Maple Canyon (Broadwell)                            | NUC5i3MYHE  | NUC5i3MYBE  | i3-5010U              | 15 W                                          | HD 5500                                   | 16 GiB DDR3L SO-DIMM | mDP; eDP (mDP)                                                       | | ja           |                      | M.2 E-Keyed 22×30 wireless card slot                 |
| 5 Maple Canyon (Broadwell)                            | NUC5i5MYHE  | NUC5i5MYBE  | i5-5300U vPro         | 15 W                                          | HD 5500                                   | 16 GiB DDR3L SO-DIMM | mDP; eDP (mDP)                                                       | | ja           |                      | M.2 E-Keyed 22×30 wireless card slot                 |
| 5 Rock Canyon Refresh (Broadwell)                     | NUC5i3RYHS  |             | i3-5005U              | 15 W                                          | HD 5500                                   | 16 GiB DDR3L SO-DIMM | Mini HDMI; mDP                                                       | | ja           |                      | IEEE 802.11ac, Bluetooth 4.2, Intel Wireless Display |
| 5 Rock Canyon Refresh (Broadwell)                     | NUC5i5RYHS  |             | i5-5257U              | 25 W                                          | Iris Graphics 6100                        | 16 GiB DDR3L SO-DIMM | Mini HDMI; mDP                                                       | | ja           |                      | IEEE 802.11ac, Bluetooth 4.2, Intel Wireless Display |
| 6 Swift Canyon (Skylake)                              | NUC6i3SYK   |             | i3-6100U              | 15 W                                          | HD Graphics 520                           | 32 GB DDR4 SO-DIMM   | HDMI 1.4b und mDP 1.2                                                | USB 3.0 (×4) | Partial[10]  | Gigabit-Ethernet     | IEEE 802.11ac, Bluetooth 4.2, NFC                    |
| 6 Swift Canyon (Skylake)                              | NUC6i3SYH   |             | i3-6100U              | 15 W                                          | HD Graphics 520                           | 32 GB DDR4 SO-DIMM   | HDMI 1.4b und mDP 1.2                                                | USB 3.0 (×4) | Ja (×1)      | Gigabit-Ethernet     | IEEE 802.11ac, Bluetooth 4.2, NFC                    |
| 6 Swift Canyon (Skylake)                              | NUC6i5SYK   |             | i5-6260U              | 15 W                                          | Iris Graphics 540                         | 32 GB DDR4 SO-DIMM   | HDMI 1.4b und mDP 1.2                                                | USB 3.0 (×4) | Partial[10]  | Gigabit-Ethernet     | IEEE 802.11ac, Bluetooth 4.2, NFC                    |
| 6 Swift Canyon (Skylake)                              | NUC6i5SYH   |             | i5-6260U              | 15 W                                          | Iris Graphics 540                         | 32 GB DDR4 SO-DIMM   | HDMI 1.4b und mDP 1.2                                                | USB 3.0 (×4) | Ja (×1)      | Gigabit-Ethernet     | IEEE 802.11ac, Bluetooth 4.2, NFC                    |
| 6 Skull Canyon (Skylake)                              | NUC6i7KYK   |             | i7-6770HQ             | 45 W                                          | Iris Pro Graphics 580                     | 32 GB DDR4 SO-DIMM   | HDMI 2.0, mDP 1.2 und DP 1.2 via USB-C                               | USB 3.0 (×4), USB 3.1 (×1) | N/A          | Gigabit-Ethernet     | IEEE 802.11ac, Bluetooth 4.2, NFC                    |
| 6 Arches Canyon (Apollo Lake)                         | NUC6CAYH    |             | Celeron J3455         | 10 W                                          | HD Graphics 500                           | 8 GiB DDR3L SO-DIMM  | HDMI 2.0, VGA                                                        | USB 3.0 (×4), (1× Charging Port)                                                                                                   | ja (1×)      | Gigabit-Ethernet     | IEEE 802.11ac, Bluetooth 4.0                         |
| 6 Arches Canyon (Apollo Lake)                         | NUC6CAYS    |             | Celeron J3455         | 10 W                                          | HD Graphics 500                           | 8 GiB DDR3L SO-DIMM  | HDMI 2.0, VGA                                                        | USB 3.0 (×4), (1× Charging Port)                                                                                                   | ja (1×)      | Gigabit-Ethernet     | IEEE 802.11ac, Bluetooth 4.0                         |
| 7 June Canyon (Gemini Lake)                           | NUC7CJYH    |             | Celeron J4005N        | 10 W                                          | HD Graphics 600                           | 8 GiB DDR4           | HDMI 2.0 (2×)                                                        | USB 3.0 (4×), USB 2.0 (2× intern)                                                                                                  | ja (1×)      | Gigabit-Ethernet     | IEEE 802.11ac, Bluetooth 5.0                         |
| 7 June Canyon (Gemini Lake)                           | NUC7CJYSAL  |             | Celeron J4005N        | 10 W                                          | HD Graphics 600                           | 8 GiB DDR4           | HDMI 2.0 (2×)                                                        | USB 3.0 (4×), USB 2.0 (2× intern)                                                                                                  | ja (1×)      | Gigabit-Ethernet     | IEEE 802.11ac, Bluetooth 5.0                         |
| 7 June Canyon (Gemini Lake)                           | NUC7PJYH    |             | Pentium Silver J5005N | 10 W                                          | HD Graphics 605                           | 8 GiB DDR4           | HDMI 2.0 (2×)                                                        | USB 3.0 (4×), USB 2.0 (2× intern)                                                                                                  | ja (1×)      | Gigabit-Ethernet     | IEEE 802.11ac, Bluetooth 5.0                         |
| 7 Baby Canyon (Kaby Lake)                             | NUC7i3BNK   |             | i3-7100U              | 15 W                                          | HD Graphics 620                           | 32 GiB               | HDMI 2.0, DP 1.2 via USB-C                                           | USB 3.0 (×4), (1× Charging Port)                                                                                                   |              | Gigabit-Ethernet     | IEEE 802.11ac, Bluetooth 4.2                         |
| 7 Baby Canyon (Kaby Lake)                             | NUC7i3BNH   |             | i3-7100U              | 15 W                                          | HD Graphics 620                           | 32 GiB               | HDMI 2.0, DP 1.2 via USB-C                                           | USB 3.0 (×4), (1× Charging Port)                                                                                                   | ja (×1)      | Gigabit-Ethernet     | IEEE 802.11ac, Bluetooth 4.2                         |
| 7 Baby Canyon (Kaby Lake)                             | NUC7i5BNK   |             | i5-7260U              | 15 W                                          | Iris Plus 640                             | 32 GiB               | HDMI 2.0, Thunderbolt 3 via USB-C                                    | USB 3.0 (×4), (1× Charging Port)                                                                                                   |              | Gigabit-Ethernet     | IEEE 802.11ac, Bluetooth 4.2                         |
| 7 Baby Canyon (Kaby Lake)                             | NUC7i5BNH   |             | i5-7260U              | 15 W                                          | Iris Plus 640                             | 32 GiB               | HDMI 2.0, Thunderbolt 3 via USB-C                                    | USB 3.0 (×4), (1× Charging Port)                                                                                                   | ja (×1)      | Gigabit-Ethernet     | IEEE 802.11ac, Bluetooth 4.2                         |
| 7 Baby Canyon (Kaby Lake)                             | NUC7i7BNH   |             | i7-7567U              | 28 W                                          | Iris Plus 650                             | 32 GiB               | HDMI 2.0, Thunderbolt 3 via USB-C                                    | USB 3.0 (×4), (1× Charging Port)                                                                                                   | ja (×1)      | Gigabit-Ethernet     | IEEE 802.11ac, Bluetooth 4.2                         |
| 8 Hades Canyon (Kaby Lake-G)                          | NUC8i7HNK   | NUC8i7HNB   | i7‑8705G              | 65 W                                          | HD Graphics 630, Radeon RX Vega M GL      | 32 GiB               | HDMI v2.0b, mDP 1.2 (×2), DP 1.2 via USB-C port (×2) (Thunderbolt 3) | USB 3.0 Type-A (×5), USB 3.1 Gen 2 Type-C (×1), Type-A (×1)                                                                        |              | Gigabit-Ethernet(×2) | IEEE 802.11ac, Bluetooth 4.2                         |
| 8 Hades Canyon (Kaby Lake-G)                          | NUC8i7HVK   | NUC8i7HVB   | i7‑8809G              | 100 W                                         | HD Graphics 630, Radeon RX Vega M GL      | 32 GiB               | HDMI v2.0b, mDP 1.2 (×2), DP 1.2 via USB-C port (×2) (Thunderbolt 3) | USB 3.0 Type-A (×5), USB 3.1 Gen 2 Type-C (×1), Type-A (×1)                                                                        |              | Gigabit-Ethernet(×2) | IEEE 802.11ac, Bluetooth 4.2                         |
| 8 Bean Canyon (Coffee Lake-U)                         | NUC8i3BEK   | NUC8BEB     | i3-8109U              | 28 W                                          | Iris Plus 655                             | 32 GiB               | HDMI v2.0a, DP 1.2 via USB-C (Thunderbolt 3)                         | USB 3.1 Gen 2 Type-A (×4), Type-C (×1)                                                                                             |              | Gigabit-Ethernet     | IEEE 802.11ac, Bluetooth 5                           |
| 8 Bean Canyon (Coffee Lake-U)                         | NUC8i3BEH   | NUC8BEB     | i3-8109U              | 28 W                                          | Iris Plus 655                             | 32 GiB               | HDMI v2.0a, DP 1.2 via USB-C (Thunderbolt 3)                         | USB 3.1 Gen 2 Type-A (×4), Type-C (×1)                                                                                             | ja (1×)      | Gigabit-Ethernet     | IEEE 802.11ac, Bluetooth 5                           |
| 8 Bean Canyon (Coffee Lake-U)                         | NUC8i5BEK   | NUC8BEB     | i5-8259U              | 28 W                                          | Iris Plus 655                             | 32 GiB               | HDMI v2.0a, DP 1.2 via USB-C (Thunderbolt 3)                         | USB 3.1 Gen 2 Type-A (×4), Type-C (×1)                                                                                             |              | Gigabit-Ethernet     | IEEE 802.11ac, Bluetooth 5                           |
| 8 Bean Canyon (Coffee Lake-U)                         | NUC8i5BEH   | NUC8BEB     | i5-8259U              | 28 W                                          | Iris Plus 655                             | 32 GiB               | HDMI v2.0a, DP 1.2 via USB-C (Thunderbolt 3)                         | USB 3.1 Gen 2 Type-A (×4), Type-C (×1)                                                                                             | ja (1×)      | Gigabit-Ethernet     | IEEE 802.11ac, Bluetooth 5                           |
| 8 Bean Canyon (Coffee Lake-U)                         | NUC8i7BEH   | NUC8BEB     | i7-8559U              | 28 W                                          | Iris Plus 655                             | 32 GiB               | HDMI v2.0a, DP 1.2 via USB-C (Thunderbolt 3)                         | USB 3.1 Gen 2 Type-A (×4), Type-C (×1)                                                                                             | ja (1×)      | Gigabit-Ethernet     | IEEE 802.11ac, Bluetooth 5                           |
| 8 Bean Canyon (Coffee Lake-U)                         | NUC8i3BEHS  | NUC8BEB     | i3-8140U              | 15 W                                          | UHD Graphics 620                          | 64 GiB               | HDMI v2.0a, DP 1.2 via USB-C (Thunderbolt 3)                         | USB 3.1 Gen 2 (×5) | ja (1×)      | Gigabit-Ethernet     | IEEE 802.11ac, Bluetooth 5                           |
| 8 Bean Canyon (Coffee Lake-U)                         | NUC8i5BEHS  | NUC8BEB     | i5-8260U              | 15 W                                          | UHD Graphics 620                          | 64 GiB               | HDMI v2.0a, DP 1.2 via USB-C (Thunderbolt 3)                         | USB 3.1 Gen 2 (×5) | ja (1×)      | Gigabit-Ethernet     | IEEE 802.11ac, Bluetooth 5                           |
| 8 Crimson Canyon (Cannon Lake-U)                      | NUC8i3CYSN  | NUC8CYB     | i3-8121U              | 15 W                                          | AMD Radeon 540                            | 4 GiB onboard        | HDMI 2.0b (×2)                                                       | USB 3.1 Gen 1 (×4) | ja (1×)      | Gigabit-Ethernet     | IEEE 802.11ac, Bluetooth 5                           |
| 8 Crimson Canyon (Cannon Lake-U)                      | NUC8i3CYSM  | NUC8CYB     | i3-8121U              | 15 W                                          | AMD Radeon 540                            | 8 GiB onboard        | HDMI 2.0b (×2)                                                       | USB 3.1 Gen 1 (×4) | ja (1×)      | Gigabit-Ethernet     | IEEE 802.11ac, Bluetooth 5                           |
| 8 Islay Canyon (Whiskey Lake-U)                       | NUC8i5INH   | NUC8INB     | i5-8265U              | 15 W                                          | AMD Radeon 540X                           | 8 GiB onboard        | HDMI 2.0b, mDP 1.2                                                   | USB 3.1 Gen 2 Type-A (×3), Type-C (×1)                                                                                             | ja (1×)      | Gigabit-Ethernet     | IEEE 802.11ac, Bluetooth 5                           |
| 8 Islay Canyon (Whiskey Lake-U)                       | NUC8i7INH   | NUC8INB     | i7-8565U              | 15 W                                          | AMD Radeon 540X                           | 8 GiB onboard        | HDMI 2.0b, mDP 1.2                                                   | USB 3.1 Gen 2 Type-A (×3), Type-C (×1)                                                                                             | ja (1×)      | Gigabit-Ethernet     | IEEE 802.11ac, Bluetooth 5                           |
| 8 Provo Canyon (Whiskey Lake-U)                       | NUC8i3PNK   | NUC8i3PNB   | i3-8145U              | 15 W                                          | Intel® UHD Graphics 620                   | 64 GB                | HDMI 2.0a, DP 1.2 via USB-C (Thunderbolt 3), eDP 1.4                 | USB 3.1 Gen 2 Type-A (×3), Type-C (×1)                                                                                             |              | Gigabit-Ethernet     | IEEE 802.11ac, Bluetooth 5                           |
| 8 Provo Canyon (Whiskey Lake-U)                       | NUC8i3PNH   | NUC8i3PNB   | i3-8145U              | 15 W                                          | Intel® UHD Graphics 620                   | 64 GB                | HDMI 2.0a, DP 1.2 via USB-C (Thunderbolt 3), eDP 1.4                 | USB 3.1 Gen 2 Type-A (×3), Type-C (×1)                                                                                             | ja (1×)      | Gigabit-Ethernet     | IEEE 802.11ac, Bluetooth 5                           |
| 8 Provo Canyon (Whiskey Lake-U)                       | NUC8v5PNK   | NUC8v5PNB   | i5-8365U              | 15 W                                          | Intel® UHD Graphics 620                   | 64 GB                | HDMI 2.0a, DP 1.2 via USB-C (Thunderbolt 3), eDP 1.4                 | USB 3.1 Gen 2 Type-A (×3), Type-C (×1)                                                                                             |              | Gigabit-Ethernet     | IEEE 802.11ac, Bluetooth 5                           |
| 8 Provo Canyon (Whiskey Lake-U)                       | NUC8v5PNH   | NUC8v5PNB   | i5-8365U              | 15 W                                          | Intel® UHD Graphics 620                   | 64 GB                | HDMI 2.0a, DP 1.2 via USB-C (Thunderbolt 3), eDP 1.4                 | USB 3.1 Gen 2 Type-A (×3), Type-C (×1)                                                                                             | ja (1×)      | Gigabit-Ethernet     | IEEE 802.11ac, Bluetooth 5                           |
| 8 Provo Canyon (Whiskey Lake-U)                       | NUC8v7PNK   | NUC8v7PNB   | i7-8665U              | 15 W                                          | Intel® UHD Graphics 620                   | 64 GB                | HDMI 2.0a, DP 1.2 via USB-C (Thunderbolt 3), eDP 1.4                 | USB 3.1 Gen 2 Type-A (×3), Type-C (×1)                                                                                             |              | Gigabit-Ethernet     | IEEE 802.11ac, Bluetooth 5                           |
| 8 Provo Canyon (Whiskey Lake-U)                       | NUC8v7PNH   | NUC8v7PNB   | i7-8665U              | 15 W                                          | Intel® UHD Graphics 620                   | 64 GB                | HDMI 2.0a, DP 1.2 via USB-C (Thunderbolt 3), eDP 1.4                 | USB 3.1 Gen 2 Type-A (×3), Type-C (×1)                                                                                             | ja (1×)      | Gigabit-Ethernet     | IEEE 802.11ac, Bluetooth 5                           |
| 8 Chaco Canyon (Apollo Lake)                          | NUC8CCHKR   | NUC8CCHB    | Celeron N3350         | 6 W                                           | Intel® HD Graphics 500                    | 4 GB onboard         | HDMI 2.0, HDMI 1.4, eDP 1.4                                          | USB 3.0 Type-A (×2), USB 2.0 (×2)                                                                                                  | ja (1×)      | Gigabit-Ethernet     | IEEE 802.11ac, Bluetooth 5                           |
| 9 Ghost Canyon (Coffee Lake Refresh-H)                | NUC9i5QNX   | NUC9i5QNB   | i5-9300H              | 45 W                                          | UHD Graphics 630                          | 64 GB                | HDMI 2.0a, Thunderbolt 3                                             | USB 3.1 Gen 2 Type-A (×6), Type-C (×2), USB 2.0 (×3)                                                                               | ja (1×)      | Gigabit-Ethernet     | IEEE 802.11ax, Bluetooth 5                           |
| 9 Ghost Canyon (Coffee Lake Refresh-H)                | NUC9i7QNX   | NUC9i7QNB   | i7-9750H              | 45 W                                          | UHD Graphics 630                          | 64 GB                | HDMI 2.0a, Thunderbolt 3                                             | USB 3.1 Gen 2 Type-A (×6), Type-C (×2), USB 2.0 (×3)                                                                               | ja (1×)      | Gigabit-Ethernet     | IEEE 802.11ax, Bluetooth 5                           |
| 9 Ghost Canyon (Coffee Lake Refresh-H)                | NUC9i9QNX   | NUC9i9QNB   | i9-9980HK             | 45 W                                          | UHD Graphics 630                          | 64 GB                | HDMI 2.0a, Thunderbolt 3                                             | USB 3.1 Gen 2 Type-A (×6), Type-C (×2), USB 2.0 (×3)                                                                               | ja (1×)      | Gigabit-Ethernet     | IEEE 802.11ax, Bluetooth 5                           |
| 9 Quartz Canyon (Xeon E-2200M, Coffee Lake Refresh-H) | NUC9V7QNX   | NUC9V7QNB   | i7-9850H              | 45 W                                          | UHD Graphics 630                          | 64 GB                | HDMI 2.0a, Thunderbolt 3                                             | USB 3.1 Gen 2 Type-A (×6), Type-C (×2), USB 2.0 (×3)                                                                               | ja (1×)      | Gigabit-Ethernet     | IEEE 802.11ax, Bluetooth 5                           |
| 9 Quartz Canyon (Xeon E-2200M, Coffee Lake Refresh-H) | NUC9VXQNX   | NUC9VXQNB   | Xeon E-2286M          | 45 W                                          | UHD Graphics P630                         | 64 GB                | HDMI 2.0a, Thunderbolt 3                                             | USB 3.1 Gen 2 Type-A (×6), Type-C (×2), USB 2.0 (×3)                                                                               | ja (1×)      | Gigabit-Ethernet     | IEEE 802.11ax, Bluetooth 5                           |
| 10 Frost Canyon (Comet Lake-U)                        | NUC10i3FNH  | NUC10i3FNB  | i3-10110U             | 25 W                                          | UHD Graphics                              | 64 GB                | HDMI 2.0a, Thunderbolt 3                                             | USB 3.1 Gen 2 Type-A (×3), Type-C (×2), USB 2.0 (×2)                                                                               | ja (2×)      | Gigabit-Ethernet     | IEEE 802.11ax, Bluetooth 5                           |
| 10 Frost Canyon (Comet Lake-U)                        | NUC10i5FNH  | NUC10i5FNB  | i5-10210U             | 25 W                                          | UHD Graphics                              | 64 GB                | HDMI 2.0a, Thunderbolt 3                                             | USB 3.1 Gen 2 Type-A (×3), Type-C (×2), USB 2.0 (×2)                                                                               | ja (2×)      | Gigabit-Ethernet     | IEEE 802.11ax, Bluetooth 5                           |
| 10 Frost Canyon (Comet Lake-U)                        | NUC10i7FNH  | NUC10i7FNB  | i7-10710U             | 25 W                                          | UHD Graphics                              | 64 GB                | HDMI 2.0a, Thunderbolt 3                                             | USB 3.1 Gen 2 Type-A (×3), Type-C (×2), USB 2.0 (×2)                                                                               | ja (2×)      | Gigabit-Ethernet     | IEEE 802.11ax, Bluetooth 5                           |
| 11 Tiger Canyon                                       | NUC11TNHi3  | NUC11PABi3  | i3-1115G4             | 15 W                                          | Iris Xe Graphics                          | 64 GB                | HDMI 2.0a, Thunderbolt 3                                             | 2× front (Type-A, Type-C), 3× rear USB 3.1 Gen2 (2× Type-A, Type-C), USB 2.0, USB 3.1 Gen2 via internal headers                    | ja (2×)      | 2,5 Gigabit-Ethernet | IEEE 802.11ax, Bluetooth 5.1                         |
| 11 Tiger Canyon                                       | NUC11TNHi5  | NUC11TNBi5  | i5-1135G7             | 28 W                                          | Iris Xe Graphics                          | 64 GB                | 2× HDMI 2.0b, USB-C                                                  | Front: 2× USB 3.2 Rear: 2× USB 4 (type C), 1× USB 3.2, 1× USB 2.0 Internal: 1× USB 3.2 on m.2 22 × 42 (pins), 2× USB 2.0 (headers) | ja (1×)      | 2,5 Gigabit-Ethernet | IEEE 802.11ax, Bluetooth 5.1                         |
| 11 Tiger Canyon                                       | NUC11TNHv5  | NUC11TNBv5  | i5-1145G7             | 28 W                                          | Iris Xe Graphics                          | 64 GB                | 2× HDMI 2.0b, USB-C                                                  | Front: 2× USB 3.2 Rear: 2× USB 4 (type C), 1× USB 3.2, 1× USB 2.0 Internal: 1× USB 3.2 on m.2 22 × 42 (pins), 2× USB 2.0 (headers) | ja (1×)      | 2,5 Gigabit-Ethernet | IEEE 802.11ax, Bluetooth 5.1                         |
| 11 Tiger Canyon                                       | NUC11TNHi7  | NUC11TNBi7  | i7-1165G7             | 28 W                                          | Iris Xe Graphics                          | 64 GB                | 2× HDMI 2.0b, USB-C                                                  | Front: 2× USB 3.2 Rear: 2× USB 4 (type C), 1× USB 3.2, 1× USB 2.0 Internal: 1× USB 3.2 on m.2 22 × 42 (pins), 2× USB 2.0 (headers) | ja (1×)      | 2,5 Gigabit-Ethernet | IEEE 802.11ax, Bluetooth 5.1                         |
| 11 Tiger Canyon                                       | NUC11TNHv7  | NUC11TNBv7  | i7-1185G7             | 28 W                                          | Iris Xe Graphics                          | 64 GB                | 2× HDMI 2.0b, USB-C                                                  | Front: 2× USB 3.2 Rear: 2× USB 4 (type C), 1× USB 3.2, 1× USB 2.0 Internal: 1× USB 3.2 on m.2 22 × 42 (pins), 2× USB 2.0 (headers) | ja (1×)      | 2,5 Gigabit-Ethernet | IEEE 802.11ax, Bluetooth 5.1                         |
| 11 Phantom Canyon (Tiger Lake-H)                      | NUC11PHKi7C | NUC11PHBi7  | i7-1165G7             | 150 W                                         | Iris Xe Graphics, Nvidia Geforce RTX 2060 | 64 GB                | 2× TBT4; HDMI 2.0a; mDP 1.4                                          | 3× front (2× Type-A, 1× Type-C) and 5× rear USB 3.1 (4× Type-A, 1× Type-C); 2× USB 2.0 via internal headers.                       | ja (1×)      | 2,5 Gigabit-Ethernet | IEEE 802.11ax, Bluetooth 5.1                         |